# Opsilia uncinata
Opsilia uncinata là một loài bọ cánh cứng trong họ Cerambycidae.